# Seba (província)
Seba ou Saba (em árabe: سبها‎; romaniz.: Sabhā/Sebha) foi uma província da Líbia. Criada em 1963, segundo registro desse ano havia 113 006 residentes e compreendia o território de Jufra, Seba e Axati. De acordo com o censo de 1973, havia 111 303 residentes. Em 1983, foi substituída pelo distrito de Seba.